# Țuțora
Ţuţora é uma comuna romena localizada no distrito de Iaşi, na região de Moldávia. A comuna possui uma área de 38.07 km² e sua população era de 2066 habitantes segundo o censo de 2007.